# Bukowinka (Gorce)
Bukowinka (935 m) – szczyt w Paśmie Lubania w południowo-wschodniej części Gorców. Jest to drugie w kierunku od Przełęczy Knurowskiej na wschód wzniesienie w tym paśmie (pierwsza jest niewybitna Turkówka 885 m). Południowe stoki Bukowinki tworzą grzbiet oddzielający dolinkę potoku Granicznik od dolinki bezimiennego potoku, północne opadają do doliny Furcówki i wcina się w nie dolinka jego dopływu.
Większa część stoków Bukowinki i sam wierzchołek porośnięte są lasem, ale pod szczytem od południowej strony znajduje się polana, z której roztacza się widok na Spisz, Pieniny, Góry Lewockie, Magurę Spiską oraz Tatry. W dole widoczny jest Jezioro Czorsztyńskie, nad którym rankiem zwykle zalegają mgły. Na mapach polana ta nie jest zaznaczana, nie ma też nazwy. W górnej jej części, tuż pod szczytem Bukowinki widoczne są betonowe fragmenty fundamentów dawnej wieży triangulacyjnej oraz znak pomiarowy. W Paśmie Lubania były 4 takie wieże triangulacyjne: na Bukowince, Runku, Lubaniu i Marszałku.
Od Przełęczy Knurowskiej do Bukowinki szlak turystyczny prowadzi drogą leśną, dalej zamienia się ona w ścieżkę.
Szlak turystyczny
 Główny Szlak Beskidzki, odcinek: Knurowska Przełęcz – Turkówka – Turkowska – Bukowinka – Chałupisko – Cyrla – Studzionki – Kotelnica – Runek (Hubieński) – Runek – Polana Wybrańska – Kudowski Wierch – Kudów – Jaworzyny Ochotnickie – Lubań – Wierch Lubania. Odległość 13,7 km, suma podejść 750 m, suma zejść 430 m, czas przejścia: 4 godz., z powrotem 3:05 godz.

## Przypisy

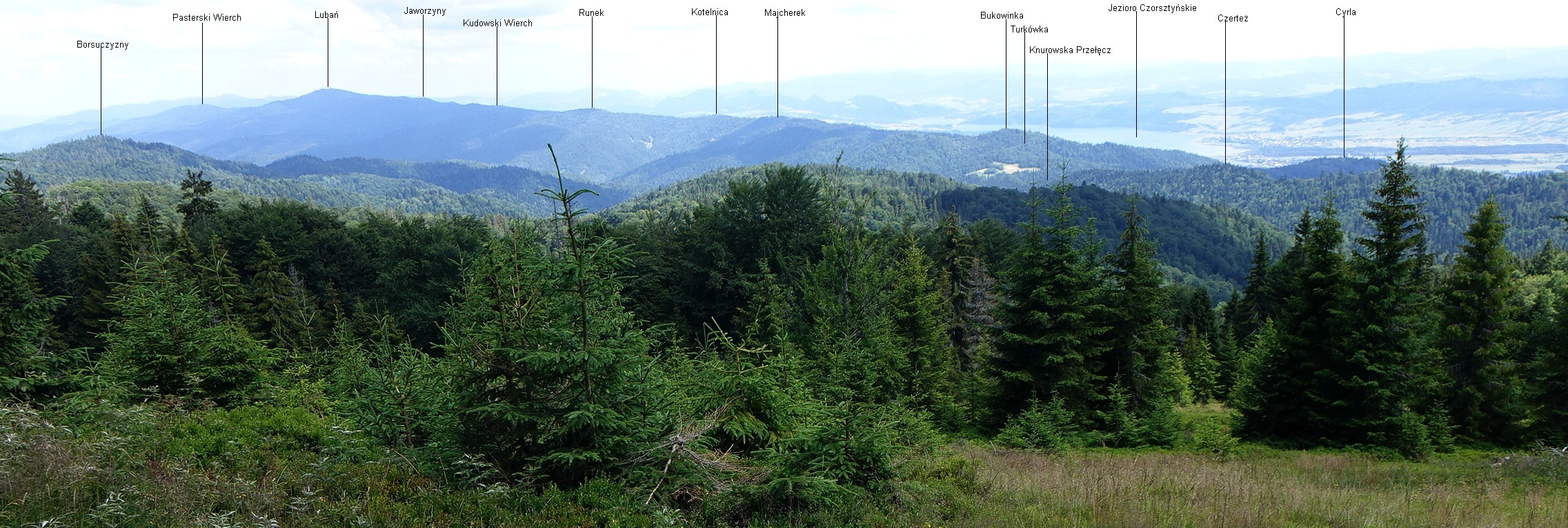
Widok z Zielenicy